# Военно-воздушные силы Венгрии
Военно-воздушные силы Венгрии (венг. Magyar Légierő) — один из видов вооружённых сил Венгрии.

## История
Во время Первой мировой войны в авиационных частях Австро-Венгерской армии служили в основном выходцы из Австрии и Венгрии, другие этнические группы империи были представлены в меньшей степени. В отличие от остальной части сухопутной армии (где помимо объединённых вооружённых сил были и национальные части: ландвер для немецкоговорящих военнослужащих и гонвед — для венгров), в ВВС был представлен смешанный персонал. После войны и распада Австро-Венгерской империи бывшие офицеры этих частей возглавили ВВС независимых государств, как это произошло в Польше и Чехословакии. В ноябре 1918 года, после провозглашения Венгерской республики, были образованы и ВВС Венгрии.
Первоначально имелись лишь самолёты не успевшие попасть на фронт и оставшиеся на заводах и в авиационных мастерских, а также имевшиеся в авиационных учебных центрах. Основные производственные мощности по производству аэропланов в Двуединой империи находились именно в Венгрии: Ungarische Flugzeugwerke AG (UFAG), Magyar Altalanos Gepgyar (MAG), Ungarische Lloyd Flugzeug und Motorenfabrik.
В последние месяцы пребывания у власти правительства Каройи[уточнить] были образованы 6 эскадрилий. Они были мало пригодны к боевым действиям и не оказали никакого влияния при вторжении Румынии и Чехословакии.
Во время краткого существования Венгерской советской республики ВВС именовались Венгерскими Красными военно-воздушными силами в подчинении 37-го департамента министерства обороны. Имелось 8 сухопутных эскадрилий (по одной на каждую дивизию добровольческой армии), 9-я эскадрилья была укомплектована морскими самолётами. После 1 августа 1919 года эти силы распались.
Национальное правительство, с Хорти в качестве военного министра, в августе 1920 года воссоздало при военном министерстве авиационный департамент. На тот момент у него оставалось только десять старых военных аэропланов.

### Вторая мировая война
По состоянию на конец 1940 года, Венгерские Королевские ВВС насчитывали:
- 8 истребительных эскадрилий (Vadászszázad, V.Szd.); 48 Fiat CR.32 и 48 Fiat CR.42 Falco;
  - 1/l. «Íjász» (в 1941 расформирована, первый номер получила эскадрилья Dongó), 1/2. «Ludas Matyi», 1/3. «Puma», 1/4. «Szent Gyorgy», 1/5. «Dongó», 1/6. «Kőr ász» (позже 1/3), 2/4. «Nyíl»
- 10 бомбардировочных эскадрилий (Bombázószázad, B.Szd.); 60 Ju-86K-2 и 36 Са.135;
  - 2/1. «Boszorkány», 2/2. «Fekete Macska», 2/3. «Buzogany», 2/4. «Vörös ördög», 2/5 «Halál», 3/1. «Isten nyila», 3/2. «Isten kardja», 3/3. «Sárga vihar», 3/4. «Sárkány», 3/5. «Hüvelyk Matyi», 3/6. «Uz Bence»
- 10 эскадрилий ближней авиаразведки, (Közelfelderítőszázad, Köz.Szd.); 32 Не-46 и 48 WM-21;
  - I. «Holló», II. «Lucifer», III. «Somogyi bicska», IV. «Vörös kakas», V. «Paprikás Boszorkány», VI. «Csikós», VII. «Kocsonyás Béka», VIII. «Ludas Matyi», IX. «Sólyom» X. «Sólyomzem».
- 2 эскадрильи дальней авиаразведки (Távolfelderítőszázad, Tf.Szd.); 16 Не-70К и 2 Ju-86K-2;
  - «Mérföldes Csizma», «Gólya»
- транспортная эскадрилья (Szállítószázad, Sz.Szd.) 5 SM.75, переданных из авиакомпании Malert для 1-го отдельного парашютно-десантного батальона.

Численность личного состава — 5734: 482 офицера и 5252 нижних чинов.

## Структура
ВВС Венгрии (Magyar Légierő) — Будапешт
- Центр управления и контроля воздушного пространства ВС (MH Légi Vezetési és Irányítási Központ) (Веспрем)
  - Центр управления военных операциях авиации (Légi Hadműveleti Központ)
  - Военный центр организации воздушного движения (Katonai Légiforgalom Szervezési Központ)
  - Центр управления военной авиации (Légi Irányító Központ)
    - Запасный и учебный центр управления военной авиации (Kiképző Tartalék Irányító Központ) (Кечкемет)

  - Метеорологический центр (Meteorológiai Központ)
- 59-я Самолётная база «Сентдьёрди Дежё» ВС (MH 59. Szentgyörgyi Dezső repülőbázis) (Кечкемет)
  - Базовый центр операций (Hadműveleti Központ)
  - Боевая самолётная эскадрилья «Пума» ("Puma" Harcászati repülőszázad): 14x JAS 39C/D Gripen
  - Авиатранспортная самолётная эскадрилья «Верблюд» ("Teve" Szállítórepülő-század):  3x Airbus A319, 1x Ан-26, 2x Dassault Falcon 7X
  - Смешанная учебная эскадрилья «Шмель» ("Dongó" Vegyes Kiképző Repülőszázad): 2x Zlín Z–242L, 2x Zlin Z-143LSi, 2x Eurocopter AS 350B (Сольнок)
  - Батальон оперативной поддержки (обслуживания самолётов) (Művelettámogató Zászlóalj)
  - Авиа-технический батальон (Repülő-műszaki Zászlóalj)
  - Батальон тыла (Logisztikai Zászlóalj)
  - Медицинский центр (Egészségügyi Központ)
- 86-я «Сольнокская» Вертолётная база ВС «Йоожеф Кишс Итебей» (MH 86. Szolnok Helikopter Bázis ittebei Kiss József) (Сольнок)
  - Базовый центр операций (Hadműveleti Központ)
  - Батальон боевых вертолётов «Феникс» ("Phoenix" Harci Helikopter zászlóalj): будет перевооружен на Eurocopter H145M
  - Батальон транспортных вертолётов «Эрнё Рубик» ("Ernő Rubik" Czállítóhelikopter zászlóalj): 3x Ми-8, 5x Ми-17, будет перевооружен на Eurocopter H225M
  - Батальон оперативной поддержки (обслуживания самолётов) (Művelettámogató Zászlóalj)
  - Авиа-технический батальон (Repülő-műszaki Zászlóalj)
  - Батальон тыла (Logisztikai Zászlóalj)
  - Медицинский центр (Egészségügyi Központ)
- Базовый аэродром Папа ВС (MH Pápa Bázisrepülőtér) (Папа)
  - Базовый центр операций (Hadműveleti Központ)
  - Тяжелое авиатранспортное крыло (Nehéz Légiszállító Ezred) (Heavy Airlift Wing): 3x C-17A — совместное авиакрыло стран НАТО и партнеров
  - Батальон оперативной поддержки (обслуживания самолётов) (Művelettámogató Zászlóalj)
  - Батальон тыла (Logisztikai Zászlóalj)
  - Медицинский центр (Egészségügyi Központ)
- 12-й «Арабонский» Зенитно-ракетный полк ВС (MH 12. Arrabona Légvédelmi Rakétaezred) (Дьёр)
  - Батальон управления (Vezetési Zászlóalj)
  - 1-й Зенитно-ракетный дивизион (1. Légvédelmi rakétaosztály): ЗРК 2К12 Куб
  - 2-й Зенитно-ракетный дивизион (2. Légvédelmi rakétaosztály): ПЗРК Мистраль
  - Рота подготовки рекрутов (Kiképző Század Szolgál)
  - Батальон тыла (Logisztikai Zászlóalj)
  - Медицинский центр (Egészségügyi Központ)
  - Част гарнизонной поддержки (Helyőrségtámogató Alegység)
- 54-й «Веспремский» Радио-технический полк ВС (MH 54. Veszprém Radarezred) (Веспрем)
  - Рота управления (Vezetési Század)
  - 1-й Центр радиообнаружения и уведомления (1. Gerinc Radar Mérőpont) (Бекешчаба): РЛС RAT-31DL
  - 2-й Центр управления военной авиации (2. Légi Irányító Központ) (Кечкемет)
  - 3-й Центр радиообнаружения и уведомления (3. Gerinc Radar Mérőpont) (Банкут): РЛС RAT-31DL
  - Мобильная радио-локационная рота (Réskitöltő Radarszázad) (Медина): РЛС RAT-31DL, СТ-68У
  - 11-я Радио-локационная рота (11. Radarszázad) (Куп): П–37, ПРВ-17
  - 12-я Радио-локационная рота (12. Radarszázad) (Юта): П–37, ПРВ–17
  - 21-я Радио-локационная рота (21. Radarszázad) (Дебрецен): П–37, ПРВ–17
  - 22-я Радио-локационная рота (22. Radarszázad) (Бекешчаба): П–37, ПРВ–17
- Авиаремонтный завод ВС (MH Légijármű Javítóüzem) (Кечкемет)

## Пункты базирования
Основные авиабазы:
- Авиабаза Кечкемет
- Авиабаза Сольнок

Резервные авиабазы:
- Авиабаза Папа
- Авиабаза Тасар
- Авиабаза Тёкёль
- Авиабаза Сенткирайсабадья

## Боевой состав
| Обозначение формирования или части | Вооружение и оснащение | Место расположения |
| ---------------------------------- | ---------------------- | ------------------ |
|                                    |                        |                    |
|                                    |                        |                    |
|                                    |                        |                    |
|                                    |                        |                    |
|                                    |                        |                    |
|                                    |                        |                    |
|                                    |                        |                    |

## Техника и вооружение
Согласно данным IISS The Military Balance на 2010 год Военно-воздушные силы Венгрии имели в своем распоряжении следующую технику:
| Тип                       | Изображение     | Производство    | Назначение                                    | Количество      | Примечания |
| Боевые самолёты           | Боевые самолёты | Боевые самолёты | Боевые самолёты                               | Боевые самолёты | Боевые самолёты |
| ------------------------- | --------------- | --------------- | --------------------------------------------- | --------------- | --- |
| Saab JAS 39C Saab JAS 39D |                 | Швеция          | многоцелевой истребитель учебный истребитель  | 12 2            | В 2022 году подписан контракт на обновление венгерских истребителей Saab JAS 39 "Gripen" до стандарта MS20 Block 2. Это расширит список доступного вооружения, а также обновит аппаратного и программного обеспечение, добавит новые режимы работы радаров. Кроме того, MS20 предусматривает внедрение автоматической системы предотвращения столкновений с землёй (Ground control collision avoidance system, GCAS). |
| Учебные самолёты          |                 |                 |                                               |                 | |
| Aerostar Iak-52           |                 | Румыния         | учебно-тренировочный                          | 8               | 12 получено в 1994 году, 1 разбился в 2003 году. |
| Транспортные самолёты     |                 |                 |                                               |                 | |
| Ан-26                     |                 | СССР            | военно-транспортный самолёт                   | 4               | 10 самолётов получены из СССР в 1974—1975 годах. 1 поставлен Украиной в 2004 году., |
| Dassault Falcon 7X        |                 | Франция         | VIP                                           | 2               | [ 4 ] |
| Вертолёты                 |                 |                 |                                               |                 | |
| Ми-8                      |                 | СССР            | многоцелевой вертолёт                         | 13              | |
| Ми-17                     |                 | СССР            | многоцелевой вертолёт                         | 7               | Два Ми-17 были модернизированы до Ми-17Н. |
| Ми-24В/Д                  |                 | СССР            | транспортно-боевой                            | 12              | 20 вертолётов поставлено из СССР в 1978—1980 годах, ещё 10 в 1982, и 12 в 1984. 6 вертолётов получено из Германии в 1995 году |
| Средства ПВО              |                 |                 |                                               |                 | |
| 2К12Е «Квадрат»           |                 | СССР            | ЗРК                                           | 16              | |
| Мистраль                  |                 | Франция         | ПЗРК                                          | 45              | |
| РЛС                       |                 |                 |                                               |                 | |
| RAT-31DL                  |                 |                 |                                               | 3               | |
| П-18                      |                 | СССР            | подвижная двухкоординатная РЛС боевого режима | 6               | |
| СТ-68У                    |                 | СССР            | подвижная трехкоординатная РЛС боевого режима | 6               | |
| П-37                      |                 | СССР            |                                               | 14              | |

### Ранее состояли на вооружении
| Тип                | Изображение | Производство      | Назначение                                                    | Количество | Примечания |
| ------------------ | ----------- | ----------------- | ------------------------------------------------------------- | ---------- | --- |
| МиГ-29Б МиГ-29УБ   |             | СССР              | многоцелевой истребитель учебно-боевой истребитель            | 22 6       | Поставлены в 1993 году, и вошли в состав 59 тактического истребительного крыла (эскадрилья «Оса» и «Пума»). Базировались на авиабазе Kecskemét. 28 декабря 2010 года официально сняты с вооружения. |
| Су-22М3 Су-22УМ3   |             | СССР              | Истребитель-бомбардировщик Учебный истребитель-бомбардировщик | 12 4       | Изготовлены в 1981—1983 годах. |
| МиГ-23             |             | СССР              | истребитель                                                   | 19         | Из СССР в 1979—1981 годах поставлены 12 истребителей МиГ-23МФ и 3 МиГ-23УМ, ещё 1 МиГ-23УМ получен в 1991 году. Из Германии в 1991 году поставлено 2 МиГ-23МС и 1 МиГ-23УБ . |
| Су-7Б              |             | СССР              | Истребитель-бомбардировщик Учебный истребитель-бомбардировщик | 40         | Поставлены в 1967—1968 годах. |
| МиГ-21             |             | СССР              | истребитель                                                   | 222        | 48 истребителей Миг-21Ф-13 поставлены в начале 1960-х годов из СССР. В 1964 году на вооружение поступили первые из 24 перехватчиков МиГ-21ПФ, в 1971 — первые из 48 МиГ-21МФ. В 1975-1979 годах Венгрия получила 62 истребителя МиГ-21бис. Кроме боевых самолётов, ВВС Венгрии получили спарки — 16 МиГ-21У и 24 МиГ-21УМ. В 1978 году МиГ-21Ф-13 были сняты с вооружения, в 1990—2000 годах за ними последовали и остальные модификации МиГ-21. Дольше всех прослужили варианты МиГ-21бис/УМ. В 1973 году из Венгрии в Сирию было поставлено 10 МиГ-21Ф-13. Последние МиГ-21 проданы в Румынию. |
| МиГ-19 МиГ-19ПМ    |             | СССР              | истребитель истребитель-перехватчик                           | 40 40      | В 1959—1960 годах из СССР получено 40 МиГ-19ПМ. В 1968 году получено ещё 40 бывших Чехословаких МиГ-19. Сняты с вооружения в 1974 году. |
| МиГ-17             |             | СССР              | истребитель                                                   | 96         | 40 МиГ-17 и 16 МиГ-17ПФ получены в 1958 году, ещё 40 МиГ-17 в 1960 году. В Венгерских ВВС получили обозначение — Csuszo. 40 МиГ-17 переданы Северному Вьетнаму в 1968—1969 годах. |
| МиГ-15             |             | СССР              | истребитель                                                   | 344        | 300 МиГ-15 получено в 1953—1954 годах, ещё 20 МиГ-15УТИ в 1955 году, и в 1957 году 18 МиГ-15бис и 6 МиГ-15УТИ. В Венгерских ВВС получили обозначение — Jaguar. |
| Ил-10 Авиа В-33    |             | СССР Чехословакия | штурмовик                                                     | 150        | В 1950—1954 годах получено 150 Ил-10 и Авиа В-33. В Венгерских ВВС получили обозначение — Ruszko. |
| Ил-28              |             | СССР              | бомбардировщик                                                | 26         | 2 получены в 1957 году, ещё 24 в 1960—1961 годах. |
| Ту-2С              |             | СССР              | бомбардировщик                                                | 59         | Получены в 1953 году. |
| L-39ZO Albatros    |             | Чехословакия      | учебно-боевой                                                 | 7          | 20 L-39 получены в 1993 году из Германии. |
| Aero L-29 Delfin   |             | Чехословакия      | учебно-тренировочный самолёт                                  | 30         | 18 получено в 1964 году, ещё 12 в 1974. |
| Let C-11           |             | Чехословакия      | учебно-тренировочный самолёт                                  | 40         | Получены в 1954 году. В Венгерских ВВС получили обозначение — Parduc. |
| Як-18              |             | СССР Венгрия      | учебно-тренировочный самолёт                                  | 50         | 40 Як-18 получены в 1950—1951 годах. 10 Як-18 били собраны в Венгрии из наборов; первоначально заказ был на 50 машин, но из-за Восстания был отменён. 12 Як-18 переданы Чехословакии и 12 Польше в 1957 году. |
| Let L-410 Turbolet |             | Чехословакия      | лёгкий многоцелевой транспортный самолёт                      | 1          | Получен в 1981 году. |
| Ан-30              |             | СССР              | самолёт аэрофотосъёмки                                        | 1          | Получен в 1980 году. |
| Ан-24В             |             | СССР              | административный самолёт                                      | 2          | Получены в 1969 году. |
| Ил-14              |             | СССР              | транспортный самолёт                                          | 10         | Получены в 1959—1961 годах. |
| Ан-2               |             | СССР              | лёгкий многоцелевой транспортный самолёт                      | 2          | Получены в 1957 году. |
| Як-12              |             | СССР              | лёгкий многоцелевой транспортный самолёт                      | 3          | Получены в 1955 году. |
| Ли-2Т              |             | СССР              | лёгкий многоцелевой транспортный самолёт                      | 11         | Получены в 1950—1952 годах. |
| Ми-2               |             | Польша            | многоцелевой вертолёт                                         | 36         | Получены в 1982—1986 годах. |
| Ка-26              |             | СССР              | многоцелевой вертолёт                                         | 22         | Получены в 1975—1978 годах. |
| Ми-4А              |             | СССР              | многоцелевой вертолёт                                         | 20         | Получены в 1955 году. |

## Oпознавательныe знаки

Опознавательный знак ВВС Венгрии
Вариант уменьшенной видимости

### Эволюция опознавательных знаков
Сведенения взяты из журнала Small Air Forces Observer.
| Опознавательный знак | Знак на фюзеляж | Знак на киль | Когда использовался                      | Порядок нанесения |
| -------------------- | --------------- | ------------ | ---------------------------------------- | ----------------- |
|                      |                 | нет          | с 24 марта 1919 года                     |                   |
|                      |                 |              | с 25 апреля 1919 года                    |                   |
|                      |                 |              | 1919                                     |                   |
|                      | нет             |              | 23 августа 1938 года — 1942              |                   |
|                      |                 |              | 12 марта 1942 года — 1945                |                   |
|                      |                 |              | 14 апреля 1948 года — 1949               |                   |
|                      |                 |              | 15 ноября 1949 года — 1951               |                   |
|                      |                 |              | 16 июня 1951 года — 1990                 |                   |
|                      |                 |              | 1990 — 1991                              |                   |
|                      | нет             |              | с 31 января 1991 года по настоящее время |                   |

## Знаки различия

### Генералы и офицеры
| Категории               | Генералы      | Генералы          | Генералы          | Генералы       | Старшие офицеры | Старшие офицеры | Старшие офицеры | Младшие офицеры | Младшие офицеры   | Младшие офицеры |
| ----------------------- | ------------- | ----------------- | ----------------- | -------------- | --------------- | --------------- | --------------- | --------------- | ----------------- | --------------- |
|                         |               |                   |                   |                |                 |                 |                 |                 |                   |                 |
| Венгерское звание       | Vezérezredes  | Altábornagy       | Vezérőrnagy       | Dandártábornok | Ezredes         | Alezredes       | Őrnagy          | Százados        | Főhadnagy         | Hadnagy         |
| Российское соответствие | Генерал армии | Генерал-полковник | Генерал-лейтенант | Генерал-майор  | Полковник       | Подполковник    | Майор           | Капитан         | Старший лейтенант | Лейтенант       |

### Сержанты и солдаты
| Категории               | Подофицеры     | Подофицеры        | Подофицеры | Сержанты и старшины | Сержанты и старшины | Сержанты и старшины | Сержанты и старшины | Сержанты и старшины | Сержанты и старшины | Солдаты |
| ----------------------- | -------------- | ----------------- | ---------- | ------------------- | ------------------- | ------------------- | ------------------- | ------------------- | ------------------- | ------- |
|                         |                |                   |            |                     |                     |                     |                     |                     |                     |         |
| Венгерское звание       | Főtörzszászlós | Törzszászlós      | Zászlós    | Főtörzsőrmester     | Törzsőrmester       | Őrmester            | Szakaszvezető       | Tizedes             | Őrvezető            | Honvéd  |
| Российское соответствие | нет            | Старший прапорщик | Прапорщик  | Старшина            | Старший сержант     | Сержант             | Младший сержант     | Ефрейтор            | нет                 | Рядовой |